# Кид върсъс Кат
„Кид върсъс Кат“ (на английски: 'Kid vs. Kat', в превод Хлапе срещу Кат или Хлапе срещу котка) е канадски анимационен сериал, създаден от Роб Боутилър. Сериалът стартира на 25 октомври 2008 г. по YTV в Канада и на 4 април 2009 по Jetix в Европа.

## Герои
- Кууп Бъртънбъргър – 10-годишно момче – още наричано „Момчето с котката“, което осъзнава, че Кат е зъл. Той се опитва да не създава проблеми, но често бива унижен и пострадва, докато се опитва да докаже истината за Кат. Всички обвиняват Кууп за злините на котката – (все пак кой би обвинил малкото сладко котенце?).

- Кат – Космическо извънземно, което изглежда като бескосместа котка от породата сфинкс (порода котки без козина). Кат е осиновен от сестрата на Кууп – Мили. Мрази Кууп и се опитва всячески да се отърве от него, макар и понякога двамата да се разбират. Понякога отваря космически портали и се опитва да занесе рибени скокливки на планетата си.

- Мили Бъртънбъргър – 8-годишната сестра на Кууп и малкото дете на Бърт Бъртънбъргър. Тя не знае, че Кат е зъл и той се опитва да убие Кууп. Тя е много умна, че целия град да я чуе. Баща ѝ прави всичко, което тя му нареди. На крайния епизод на Сезон 2, Кат направил едно оръжие и успял да стрелне Мили, Фиона, Лорн и Харлеи.

- Бърт Бъртънбъргър – Бащата на Кууп и Мили. Колкото и да е странно той се страхува от Старата Мънсън, защото като малък е бил хващан да и прави бели.

- Старата госпожа Мънсън – Старица със сива коса и съседка на Кууп, Мили и Бърт Бъртанбъргър. Много обича своите градински гномове и ако нечия играчка попадне в двора и, тя никога не излиза. Често казва: Бъртънбъргър

- Денис – Най-добрият приятел на Кууп. Той е единственият, който вярва на Кууп и му помага в побеждаването на Кат.

- Фиби – момиче, което обича Кууп и винаги го побърква. Фиби е приятелка с Мили, защото тя се грижи за Кат и Фиби се грижи за Хънифлъф, котка, която е много бяла. Фиби има кафяви очи, русо-кафява коса и светлокафяв цвят. Тя мрази Фиона, защото Кууп обича нея, а не Фиби видяно в епизода Birthday Bashed.

- Хенри – Бащата на Денис. Те имат същите прически и цветове, но Хенри винаги е с малко гола прическа. Той и Бърт виждат винаги малко нещо като състезание. Хенри използва устройства и си има компютърен магазин.

- Фиона – 10-годишно момиче. Кууп много я обича. Тя е единствената, която вярва на Кууп и Денис, че какво е Кат всъщност и тя им помага някой пъти при битки с Кат. Фиби много я мрази, защото и тя обича Кууп също. В епизода Kat of Diamonds, Фиона казва на Кууп, че го обича и в сезон 2, последния епизод, тя забравила тайната за Кат, защото била застреляна от оръжието на Кат. Някой пъти Фиона посещава къщата на Старата Мънсън и като тя и Кууп, те излизат и си приказват интересни работи, но Старата Мънсън не ги пуска заедно.

## В България
В България сериалът се излъчва първоначално по Jetix, а след това и по Disney Channel. При дублажа заглавието е оставено в оригиналния си вид (вероятно по желание на дистрибуторите от Jetix Europe NV). Дублажът е на студио Медиа Линк. Ролите се озвучават от Маргарита Пехливанова, Вилма Карталска, Мими Йорданова и Александър Воронов.
Кратките серии се излъчват по време на рекламите с българско озвучаване по Jetix, но след ребандинга на канала епизодите се излъчват без дублаж. Актьорският състав на кратките серии е един и същ с този на същинския сериал.
През 2010 г. сериалът започва да се излъчва наново по Disney Channel, но за кратко. Заглавието е преведено като „Хлапето срещу г-н Кот“. Дублажът е синхронен и е на студио Доли. Ролите се озвучават от Вилма Карталска, Лина Шишкова, Ася Рачева, Лазарина Коткова, Живка Донева, Иван Петков, Анатолий Божинов, Петър Калчев, Надя Полякова, Петър Бонев, Кирил Бояджиев и Цанко Тасев. Песента Catboy от втория сезон се изпълнява от Камен Асенов.